# الدوري الذهبي 2003
تنافس على المليون دولار في الدوري الذهبي لسنة 2003، 4 رياضين و6 رياضيات خلال 6 محطات.
يجب الفوز ب 6 محطات لنيل جائزة المليون دولار.

## الفائزة
ماريا موتولا من  موزمبيق هي الوحيدة التي فازت خلال جميع مراحل الدوري الذهبي وحصلت على المليون دولار كاملة.

## النتائج
|               | أوسلو 27 يونيو               | باريس 4 يوليو                  | روما 11 يوليو               | برلين 10 أغسطس            | زوريخ 15 أغسطس                 | بروكسيل 5 سبتمبر             |
| ------------- | ---------------------------- | ------------------------------ | --------------------------- | ------------------------- | ------------------------------ | ---------------------------- |
| رجال          |                              |                                |                             |                           |                                |                              |
| 100 متر       | لويس فرانسيس المملكة المتحدة | برنار وليام الولايات المتحدة   | جون كابل الولايات المتحدة   | جون كابل الولايات المتحدة | جون كابل الولايات المتحدة      | برنار وليام الولايات المتحدة |
| 800 متر       | مبلاني مولودزي جنوب إفريقيا  | يوري برزاكوفسكي روسيا          | مبلاني مولودزي جنوب إفريقيا | هيسكيل سبينغ جنوب إفريقيا | مبلاني مولودزي جنوب إفريقيا    | ويلفريد بونغي كينيا          |
| 110 م حواجز   | ستانسلاف اوليجار لاتفيا      | ألن جونسون الولايات المتحدة    | ألن جونسون الولايات المتحدة | ستانسلاف اوليجار لاتفيا   | دوان روس الولايات المتحدة      | ألن جونسون الولايات المتحدة  |
| رمي الرمح     | سيرجي ماكاروف روسيا          | جان زيليزني جمهورية التشيك     | سيرجي ماكاروف روسيا         | هيشت ألمانيا              | جان زيليزني جمهورية التشيك     | بوريس هانري ألمانيا          |
| نساء          |                              |                                |                             |                           |                                |                              |
| 100 متر       | شاندرا ستوروب جزر البهاما    | شاندرا ستوروب جزر البهاما      | شاندرا ستوروب جزر البهاما   | كيلي ويث الولايات المتحدة | كريستي غينيس الولايات المتحدة  | كيلي ويث الولايات المتحدة    |
| 800 متر       | ماريا موتولا موزمبيق         | ماريا موتولا موزمبيق           | ماريا موتولا موزمبيق        | ماريا موتولا موزمبيق      | ماريا موتولا موزمبيق           | ماريا موتولا موزمبيق         |
| 1500 م        | ايرينا اشيسكا أوكرانيا       | ناتاليا رودريغيز إسبانيا       | اولغا إيغوروفا روسيا        | سوريا ايهان تركيا         | سوريا ايهان تركيا              | سوريا ايهان تركيا            |
| 400 م حواجز   | جان بيتمان أستراليا          | ساندرا غلوفير الولايات المتحدة | جان بيتمان أستراليا         | جان بيتمان أستراليا       | ساندرا غلوفير الولايات المتحدة | يوليا بيشونكينا روسيا        |
| الوثب العالي  | انغا باباكوفا أوكرانيا       | بلانكا فلاسيتش كرواتيا         | غولبورن جامايكا             | غولبورن جامايكا           | هيستري كلويتي جنوب إفريقيا     | هيستري كلويتي جنوب إفريقيا   |
| الوثب الثلاثي | ياميل الداما كوبا            | تاتيانا ليبيديفا روسيا         | ياميل الداما كوبا           | تاتيانا ليبيديفا روسيا    | فرونسوا مبانغو كمبوديا         | تاتيانا ليبيديفا روسيا       |

## المصدر
- IAAF

| الدوري الذهبي (الاتحاد الدولي لألعاب القوى)                                                  |
| 1998 \| 1999 \| 2000 \| 2001 \| 2002 \| 2003 \| 2004 \| 2005 \| 2006 \| 2007 \| 2008 \| 2009 |